# دين بيرن
دين بيرن (بالإنجليزية: Dean Byrne)‏ (11 سبتمبر 1984 في جمهورية أيرلندا - 7 نوفمبر 2023) هو ملاكم أيرلندي.

## إحصائيات
خاض خلال مسيرته 26 نزالا، فاز في 18 وتعادل في 2 وخسر في 6. فاز بالضربة القاضية في 6 نزالات.

## روابط خارجية
- دين بيرن على موقع بوكس ريك (الإنجليزية) (registration required)